# Hôtel Jousset des Berries
L'hôtel Jousset des Berries est un monument situé dans la commune française du Mans dans le département de la Sarthe et la région Pays de la Loire.

## Historique
L'ancien hôtel est inscrit au titre des monuments historiques par arrêté du 24 janvier 1986.